# 未来創想
未来創想（みらいそうそう）は、大阪府大阪市に本社を置く、手元供養品専門の製造販売会社である。
2000年に日本初の遺骨ペンダント「カロート®ペンダント」を開発・販売した企業として知られる。

## 概要
株式会社未来創想は、2000年に設立。大阪市中央区に本社を置き、遺骨ペンダント、ミニ骨壷、ミニ仏壇などの手元供養品を専門に製造・販売している。

## 歴史
- 2000年 - 遺骨を納められるペンダント「カロート®ペンダント」の販売開始
- 2004年 - 小型の骨壷「ミニ骨壷」の販売開始

## 主な製品
- カロート®ペンダント - 遺骨を納められるペンダント
- ミニ骨壷 - 手のひらサイズの骨壷
- ミニ仏壇 - コンパクトサイズの仏壇

## 特徴
未来創想は「未来を繋げ想いを創る」を企業理念とし、従来の葬送・供養の形式にとらわれない「手元供養」という新しい供養形態の普及に貢献している。